# Partij van het Mexicaanse Volk
De Partij van het Mexicaanse Volk (Spaans: Partido del Pueblo Mexicano, PPM) was een communistische politieke partij in Mexico.
De partij werd opgericht in 1977 door ex-leden van de Socialistische Volkspartij (PPS), geleid door Alejandro Gascón Mercado. Zij verzetten zich tegen de ondemocratische toestanden binnen de PPS en het feit dat de PPS slechts een schijnoppositie voerde tegen de oppermachtige Institutioneel Revolutionaire Partij (PRI). Directe aanleiding was de verkiezing van PPS-voorzitter Jorge Cruickshank in de Kamer van Senatoren, die in ruil daarvoor de overwinning van de gouverneursverkiezing in Nayarit aan de PRI had toegekend, hoewel de PRI die verkiezing na fraude had gewonnen.
In een verbinding met de Mexicaanse Communistische Partij (PCM) wist de PPM in 1979 5 zetels te halen in de Kamer van Afgevaardigden, en de partij boekte enkele bescheiden succesjes in regionale verkiezingen in het noordwesten van Mexico. In 1981 ging de PPM samen met de PCM en twee andere bewegingen op in de Verenigde Socialistische Partij van Mexico (PSUM).
PAN · PRI · PVEM · PT · MC · Morena